# Les Armées de ceux que j'aime
Les Armées de ceux que j'aime (titre original : The Armies of Those I Love) est un roman court de science-fiction de Ken Liu paru en 2021 sous forme de livre audio puis traduit en français et publié aux éditions Le Bélial' en 2024. Pour des raisons juridiques liées à la parution du roman court sous forme de livre audio, il est accompagné en français d'une nouvelle poétique intitulée Alter.

## Résumé
Dans un monde post-apocalyptique, Franny Fenway est une adolescente de quatorze ans vivant dans le tronc d'un très grand arbre situé près du village de Bow-and-Arrow. Ce village se trouve sur Boss, une ville mouvante dont le déplacement est géré par des pilotes logés dans la Balise, une zone inaccessible et protégée par des gardiens, créatures faites de chair et de métal. Franny a été élevée par Prudence, une femme qui l'a recueillie alors qu'elle était un bébé abandonné promis à une mort certaine. Elles ont vécu pendant des années en autonomie, Prudence ayant choisi ce mode de vie en toute liberté plutôt que de se soumettre aux règles du village de Bow-and-Arrow. Mais Franny a enfreint une des règles les plus importantes du village en dérobant une de ses propriétés. Condamnée à se faire capturer par les gardiens, Prudence négocie d'échanger sa place avec Franny et cette dernière se retrouve alors seule.
Un jour, un vieil homme poursuivi par les villageois de Bow-and-Arrow se réfugie dans l'abri de Franny. Sur le point de le livrer à ses poursuivants, elle change subitement d'avis quand le fugitif lui dévoile qu'il peut la faire pénétrer dans la Balise. Espérant trouver des informations à propos de Prudence, elle s'échappe de son abri en compagnie du vieil homme. Commence alors un long périple qui lui permettra de comprendre comment fonctionnent les villes mouvantes et d'apprendre ce qu'il est advenu de Prudence.